# Saint-Quentin-de-Caplong
Saint-Quentin-de-Caplong é uma comuna francesa na região administrativa da Nova Aquitânia, no departamento da Gironda. Estende-se por uma área de 11,14 km². Em 2010 a comuna tinha 243 habitantes (densidade: 21,8 hab./km²).